# Robinah Nabbanja
Robinah Nabbanja (Kakumiro, 17 de dezembro de 1969) é uma educadora e política ugandesa, atual primeira-ministra do país desde 2021. Nabbanja é a primeira mulher a ocupar o cargo de primeiro-ministro de Uganda. Antes de ser nomeada primeira-ministra, ela foi ministra de Estado da Saúde, ocupando a função entre 14 de dezembro de 2019 e 3 de maio de 2021.
Nabbanja é membro do Parlamento da Uganda, desde 2016, pelo distrito de Kakumiro, anteriormente foi representante pelo antigo distrito de Kibaale, entre 2011 e 2016.